# Silene corinthiaca
Silene corinthiaca är en nejlikväxtart som beskrevs av Pierre Edmond Boissier och Heldr. Silene corinthiaca ingår i släktet glimmar, och familjen nejlikväxter. Inga underarter finns listade i Catalogue of Life.